# Referéndum de Italia de 1995
Los referéndums derogatorios de Italia de 1995 se celebraron el 11 de junio y trataron doce cuestiones separadas.

## Historia
En 1994, después de la aprobación de la ley electoral "Mattarella" por el Parlamento, el Movimiento Club Pannella-Reformatori volvió a recolectar firmas para un paquete de referéndums centrados en una nueva proposición de las preguntas para derogar las leyes electorales de la Cámara, Senado y Municipios; además, los radicales en esa ocasión propusieron una serie de referéndums definidos como "revolución liberal": un frente de lucha que comprometió al partido durante toda la década de los noventa.
En un llamamiento radical de marzo de 1994, que invitaba a los votantes a votar "sí" a los 13 referéndums para los que se habían recogido más de 9 millones de firmas, se leía: «cuestiones del referéndum, que requieren una opción entre la desestatalización y el bienestar, entre la protección de la dignidad del ciudadano-contribuyente-consumidor-usuario y manteniendo el actual paraestatalismo (y colateralismo con el régimen político), entre transición a nuevas reglas dentro de la vieja lógica asistencialista que ha generado corrupción e ineficiencia. El desafío está dirigido no solo a lo "público" sino también a lo "privado", sociedad civil y emprendimiento, que luego de décadas de connivencia no siempre transparente con el poder político debe ser capaz de demostrar en el campo la capacidad de eficiencia y equidad de que todavía se le da crédito de manera demasiado abstracta y benigna. Sobre la base de estos contenidos (adecuados para inaugurar también en Italia el período de cultura política liberal que ha faltado hasta ahora) es deseable que surjan futuros conflictos de partido en el seno del próximo parlamento y en la sociedad italiana».
Con vistas a las elecciones generales de 1994, Forza Italia, la nueva formación política creada por Silvio Berlusconi, se convirtió en el principal interlocutor de las batallas radicales: sin embargo, Berlusconi no cumplió los compromisos contraídos con el Movimiento Pannella-Clubes Reformatori y no comprometió a su partido a la campaña del referéndum.
Las cuestiones que debían derogar el horario de apertura de los establecimientos comerciales, la publicidad de la RAI, el fisco único, el agente de retención, el servicio nacional de salud, el fondo extraordinario de cesantías, la ley electoral de la Cámara y del Senado, fueron declaradas improcedentes por el Tribunal Constitucional.

## Apoyos políticos
| Partido              | Partido                                   | Preguntas | Preguntas                                 | Preguntas | Preguntas | Preguntas | Preguntas | Preguntas | Preguntas | Preguntas | Preguntas | Preguntas | Preguntas |     |     |
| Partido              | Partido                                   | 1.ª       | 2.ª                                       | 3.ª       | 4.ª       | 5.ª       | 6.ª       | 7.ª       | 8.ª       | 9.ª       | 10.ª      | 11.ª      | 12.ª      |     |     |
| -------------------- | ----------------------------------------- | --------- | ----------------------------------------- | --------- | --------- | --------- | --------- | --------- | --------- | --------- | --------- | --------- | --------- | --- | --- |
| Partido              | Partido                                   |           | Partido Democrático de la Izquierda (PDS) | No        | Yes       | Yes       |           | Yes       | No        | No        | No        | No        | Yes       | Yes | Yes |
|                      | Liga Norte (LN)                           | Yes       | Yes                                       | Yes       | Yes       | Yes       | No        | —         | No        | No        | Yes       | Yes       | Yes       |     |     |
|                      | Forza Italia (FI)                         | Yes       | Yes                                       | Yes       | Yes       | Yes       | No        | Yes       | Yes       | No        | No        | No        | No        |     |     |
|                      | Alianza Nacional (AN)                     | Yes       | Yes                                       | Yes       | Yes       | No        | No        | Yes       | Yes       | No        | No        | No        | No        |     |     |
|                      | Partido de la Refundación Comunista (PRC) | Yes       | Yes                                       | Yes       | Yes       | No        | No        | —         | No        | No        | Yes       | Yes       | Yes       |     |     |
|                      | Partido Popular Italiano (PPI)            | No        | No                                        | No        | Yes       | No        | No        | No        | No        | No        | Yes       | Yes       | Yes       |     |     |
|                      | Pacto Democrático (Patto dem.)            | No        | No                                        | No        | Yes       | Yes       |           | No        | No        |           | Yes       | Yes       | Yes       |     |     |
|                      | Centro Cristiano Democrático (CCD)        |           |                                           |           | Yes       | No        | No        | —         | Yes       | No        | No        | No        | No        |     |     |
|                      | Federación de Los Verdes (Verdi)          | Yes       | Yes                                       | Yes       | Yes       | No        | No        | No        | No        | No        | Yes       | Yes       | Yes       |     |     |
|                      | Reformistas (Riformatori)                 | Yes       | Yes                                       | Yes       | Yes       | Yes       | Yes       | Yes       | Yes       | Yes       | —         | —         | —         |     |     |
|                      | Partido Republicano Italiano (PRI)        | No        | No                                        | No        | Yes       | Yes       | Yes       | No        | No        | Yes       | Yes       | Yes       | Yes       |     |     |
|                      | La Red (RETE)                             | Yes       | Yes                                       | Yes       | Yes       | Yes       | No        | No        | No        | No        | Yes       | Yes       | Yes       |     |     |
|                      | Liga Italiana Federalista (LIF)           | Yes       | Yes                                       | Yes       | Yes       | Yes       | No        | Yes       | Yes       | No        | —         | —         | —         |     |     |
|                      | Federación Laborista (Laburisti)          | No        | —                                         | Yes       | Yes       | No        | No        | No        | No        | No        | Yes       | Yes       | Yes       |     |     |
| Fuente: Avvenimento. |                                           |           |                                           |           |           |           |           |           |           |           |           |           |           |     |     |

## Preguntas

### Representantes sindicales (solicitud máxima)
Liberalización de los representantes sindicales (supresión del monopolio confederal). Promovida por SLAI Cobas y Refundación Comunista.
- Color de la papeleta: amarillo.[5]

- Pregunta: "¿Quiere la derogación de la ley 20 de mayo de 1970, n. 300 'Reglamentos sobre la protección de la libertad y la dignidad de los trabajadores, la libertad sindical y la actividad sindical en el lugar de trabajo y reglamentos de empleo', limitada a la parte contenidas en el 'artículo 19, párrafo 1, y precisamente las palabras:' en el contexto de: a) asociaciones pertenecientes a las confederaciones más representativas a nivel nacional; b) asociaciones sindicales, no afiliadas a las citadas confederaciones, que sean signatarias de convenios colectivos nacionales o provinciales de mano de obra aplicados en la unidad productiva'?"

### Representantes sindicales (solicitud mínima)
Representación sindical en la negociación pública: modificación de los criterios de representación para que esta llegue también a las organizaciones de base. Promovida por Cobas y Refundación Comunista.
- Color de la papeleta: marfil.[5]

- Pregunta: "¿Quiere la derogación del artículo 19, primer párrafo, letra a): 'a) de las asociaciones pertenecientes a las confederaciones más representativas a nivel nacional;', así como la letra b) limitándose a la letra 'b) ', las palabras 'no afiliadas a las confederaciones antes mencionadas' y las palabras 'nacional o provincial', de la ley de 20 de mayo de 1970, n.300' Normas sobre la protección de la libertad y la dignidad de los trabajadores, la libertad sindical y sindical actividad en el lugar de trabajo y normas de colocación'?"

### Negociación de empleo público
Negociación colectiva en el servicio público: derogación de la regla de representatividad para los contratos de servicio público. Promovida por Cobas y Refundación Comunista.
- Color de la papeleta: gris.[5]

- Pregunta: "¿Quiere que se derogue el decreto legislativo 3 de febrero de 1993, n. 29 (Racionalización de la organización de las administraciones públicas y revisión de las normas sobre empleo público, de conformidad con el artículo 2 de la ley 23 de octubre de 1992, n. 421), publicado en el suplemento ordinario del Diario Oficial n.º 30 de 6 de febrero de 1993, serie general, limitada al artículo 47 (representación sindical)?”

### Estancia cautelar
Derogación de la disposición sobre las medidas cautelares de los imputados por delitos de mafia. Referéndum promovido por los Radicales y la Liga Norte.
- Color de la papeleta: rojo.[5]

- Pregunta: "¿Quiere que se derogue el artículo 25-quater del Decreto Legislativo n. 306 de 8 de junio de 1992, que contiene 'Modificaciones urgentes al nuevo código procesal penal y medidas para combatir el delito'", en el texto introducido por la ley de conversión del 7 de agosto de 1992, n. 356 (y modificado por la ley n. 256 de 24 de julio de 1993, que contiene 'Modificación de la institución de la residencia obligatoria y del artículo 2-ter de la ley de 31 de mayo de 1965, n. 575') y en el texto resultante de la sentencia dictada el 7 de diciembre de 1994, n. 419 de la Corte Constitucional, que declaró la ilegitimidad constitucional del art. 25 quater, primer párrafo, en la parte en que no dispone que el Fiscal Nacional Antimafia pueda ordenar la suspensión cautelar con decreto motivado sólo con carácter provisional, con la obligación de solicitar la adopción de la disposición definitiva para la Corte al mismo tiempo, de conformidad con el 'art. 4 de la ley 27 de diciembre de 1956 n. 1423 y posteriores reformas, que decide, bajo pena de caducidad, en los términos y con los procedimientos previstos por el citado art. 4 de la misma ley, así como el quinto párrafo de la misma disposición?".

### Privatización de la RAI
Derogación de las normas que prevén la propiedad pública exclusiva de la RAI, a fin de viabilizar una posible privatización. Promovido por los Radicales y la Liga Norte.
- Color de la papeleta: naranja.[5]

- Pregunta: "¿Quiere la derogación: a) del art. 2, párrafo 2, de la ley del 6 de agosto de 1990, n. 223, que contiene "Disciplina del sistema público y privado de radio y televisión", limitándose a las palabras "con total participación pública"; b) del art. 1 del decreto ley 19 de octubre de 1992, n. 408, convertida, con modificaciones, en ley n. 483, que contiene "Disposiciones urgentes sobre publicidad en radio y televisión"?"

### Autorización comercial
Derogación de la norma que sujeta el comercio a autorización administrativa. Promovida por los Radicales.
- Color de la papeleta: rosa.[5]

- Pregunta: "¿Quiere que se derogue la ley n° 426, de 11 de junio de 1971, que contiene "Reglas de comercio" y sucesivas modificaciones y adiciones, limitándose a las siguientes partes: artículo 11; artículo 12; artículo 14; artículo 15; artículo 16 ; artículo 18, limitado al párrafo 2: “Si las comisiones a que se refieren los artículos 15 y 16 no fueron nombradas dentro de los plazos establecidos, el Presidente del Consejo Regional las invita a actuar en un término por él fijado que no exceda de sesenta días. Transcurrido este término sin que se haya producido el nombramiento, el Presidente del Consejo Regional procederá con su propio decreto, teniendo en cuenta las designaciones hechas”; artículo 20; artículo 21; artículo 22; artículo 23; artículo 24, párrafo 2 , limitada a las palabras: "con observancia de los criterios establecidos por el plan "así como las palabras:" y por lo tanto el equilibrio comercial previsto por el plan "y el párrafo 3, limitado a las palabras:" del plan y " ; artículo 27, párrafo 2: “La autorización del consejo regional a que se refieren el artículo anterior y este artículo también podrá otorgarse por derogación de lo dispuesto en el segundo párrafo del artículo 12”; artículo 30; artículo 43, párrafo 2: “ Hasta tanto no se desarrollen los planes de desarrollo y adecuación de la red de distribución, las autorizaciones serán otorgadas por los alcaldes con el consentimiento de las comisiones a que se refieren los artículos 15 y 16 en cumplimiento de los criterios establecidos en los artículos 11 y 12, previa aprobación de el consejo regional para la y autorizaciones conforme a los artículos 26 y 27 de esta ley”; así como el decreto ley del 1 de octubre de 1982, n. 697, que contiene "Disposiciones relativas al impuesto al valor agregado, el régimen fiscal de los eventos deportivos y cinematográficos y la reorganización de la distribución comercial", convertida en ley, con modificaciones, por la ley n. 887, limitado a: el artículo 8, párrafo 1, en el texto sustituido por el art. 1 del decreto-ley del 26 de enero de 1987, n. 9, convertido, con modificaciones, por la ley de 27 de marzo de 1987, n. 121: "Limitado a los municipios con una población superior a 5.000 habitantes sin el plan de desarrollo y adaptación de la red de ventas, el consejo municipal establece, de conformidad con los artículos 11 y siguientes de la ley de 11 de junio de 1971, n. 426, los criterios por los que la comisión municipal de comercio prevista en esta Ley deberá cumplir con el examen de las solicitudes de autorización de conformidad con el artículo 43, segundo párrafo, de la Ley. Los criterios tienen vigencia hasta que se apruebe el plan. La falta de indicación de los criterios antes mencionados conlleva la suspensión de la expedición de autorizaciones relativas a la apertura de establecimientos de venta al por menor de bienes de gran consumo y de consumo general.?"

### Retención de aportes sindicales
Derogación de la norma que impone aportes sindicales automáticos a los trabajadores. Referéndum promovido por los Radicales y la Liga Norte.
- Color de la papeleta: verde claro.[5]

- Pregunta: "¿Quiere la derogación de la ley nº 300, de 20 de mayo de 1970, que contiene "Reglamento sobre la protección de la libertad y la dignidad de los trabajadores, la libertad sindical y la actividad sindical en el trabajo y reglamento de empleo" limitada a: Artículo 26, inciso 2: “Los sindicatos de trabajadores tienen derecho a percibir, mediante retención en la fuente sobre los salarios y sobre las prestaciones prestadas por cuenta de las instituciones de seguridad social, las cotizaciones que los trabajadores pretendan pagarles, de conformidad con los procedimientos establecidos por los convenios colectivos, que garantizan el secreto del pago realizado por el trabajador a cada sindicato” y el párrafo 3: “En las empresas en las que la relación laboral no se rija por convenios colectivos, el trabajador tiene derecho a exigir el pago de la contribución sindical a la asociación indicada por él, así como el decreto legislativo del 16 de abril de 1994, n. 297, que contiene 'Aprobación del texto refundido de las disposiciones legislativas vigentes en materia de educación, relativas a las escuelas de todos los grados y grados', limitado al art. 594?"

### Ley electoral para las comunas
Ley electoral para municipios con población superior a 15 000 habitantes: extensión a los municipios mayores de la elección directa del alcalde ya prevista para los pequeños. Promovida por los Radicales.
- Color de la papeleta: azul.[5]

- Pregunta: "¿Quiere que se derogue la ley nº 81, de 25 de marzo de 1993, que contiene "Elección directa del alcalde, del presidente de la provincia, del consejo municipal y del consejo provincial", limitada a las siguientes partes: Artículo 3, quinto párrafo, limitándose a las palabras: “En los municipios con población superior a la de los municipios a que se refiere el art. 5, más de una lista puede presentar el mismo candidato para el cargo de revisor fiscal. En este caso las listas deberán presentar un mismo programa administrativo y se considerarán conectadas entre sí.”; el artículo 5, encabezamiento del artículo, limitándose a las palabras: “en los municipios con población de hasta 15.000 habitantes.”; Primer párrafo, con límite de palabras: “En los municipios con población hasta de 15.000 habitantes”, artículo 6; artículo 7;?"

### Horario de funcionamiento del comercio
Derogación de la norma que impide la liberalización del horario comercial. Promovida por los Radicales.
- Color de la papeleta: púrpura.[5]

- Pregunta: "¿Quiere que se derogue la ley nº 558, de 28 de julio de 1971, que contiene "Reglamento de los horarios de apertura de los comercios y puntos de venta al por menor", limitada a los artículos 1, 3, 4, 5, 6, 7 y 8; como así como el Decreto Presidencial de 24 de julio de 1977, n.º 616, limitado al artículo 54, letra d), limitado a las palabras "de las tiendas", y las palabras "venta y", así como el decreto-ley de 1 de octubre de 1982, nº 697, que contiene "Disposiciones relativas al impuesto sobre el valor añadido, al régimen fiscal de los espectáculos deportivos y cinematográficos y al saneamiento de la distribución comercial", convertida en ley, con modificaciones, por la ley nº 887, de 29 de noviembre de 1982, relativa a al artículo 8, (en el texto sustituido por el artículo 1 del decreto-ley de 26 de enero de 1987 n. 9, convertido, con modificaciones, por la ley de 27 de marzo de 1987 n. 121) párrafo 4: "Sin perjuicio de las disposiciones de la ley de 28 de julio de 1971, n. 558, por el que se modifica el artículo 1, segundo párrafo, letra b), de la misma ley, los alcaldes, de acuerdo con los criterios establecidos por las regiones conforme al artículo 54 del Decreto Presidencial 24 de julio de 1977, n. 616, fijó los límites diarios de los horarios de venta al por menor, también diferenciados por sector de productos, indicando el horario de apertura de la mañana no más tarde de las 9 a. m. y el horario de cierre de la noche no más tarde de las 8 p. m. o, en el período del año en que se establezca el horario de verano está en vigor, no más tarde de las 21.00 horas. Cumpliendo con los límites así fijados, el operador comercial puede elegir la hora de apertura y cierre con la opción, además, de aplazar, nuevamente con respecto a los límites antes mencionados, una hora la apertura matutina y correspondientemente el cierre vespertino, que en ningún caso podrá tener lugar después de las 21 horas”; apartado 5: "Las disposiciones a que se refiere el artículo 6, párrafo segundo, de la ley de 28 de julio de 1971, n. 558, se extienden a las empresas especializadas en la venta de bebidas, libros, discos, cintas magnéticas, casetes, cintas de video, obras de arte, antigüedades, grabados, postales, artículos de recuerdo y muebles."?"

### Concesiones de televisión nacional
Derogación de las normas que permiten la concentración de dos cadenas de televisión. Promovido por miembros de algunas asociaciones de voluntariado, de promoción ambiental y cultural como el Mo.V.I. (Movimiento Voluntario Italiano), Legambiente, ACLI y ARCI; los primeros firmantes y presentadores fueron los secretarios nacionales o los presidentes de estas asociaciones.
Esta propuesta limitaría la propiedad de los canales de televisión a uno por persona. Esto fue denunciado por Silvio Berlusconi (propietario de tres canales) como un "complot poscomunista".
- Color de la papeleta: verde oscuro.[5]

- Pregunta: "¿Desea que se derogue el artículo 15, párrafo 1, letra b), limitado a las palabras 'si tiene el control de empresas editoras de periódicos cuya circulación supere el 8 por ciento de la circulación total de periódicos en Italia'; art.15 , apartado 1, letra c)' de más de dos concesiones de radiodifusión televisiva a nivel nacional, si se tiene el control de empresas editoras de diarios cuya tirada global sea inferior a la prevista en la letra b)', junto con el art.15, apartado 4, limitado a las palabras 'tanto' como 'televisión' y 'de la ley 6 de agosto de 1990, n.223 publicada en el Boletín Oficial 9 de agosto de 1990, n.185 S.O., con el título 'Disciplina del sistema público y privado de radiodifusión'?"

### Pausas publicitarias
Derogación de las normas que permiten un determinado número de pausas publicitarias en televisión. Promovida por miembros de algunas asociaciones de voluntariado, de promoción ambiental y cultural como el Mo.V.I. (Movimiento Voluntario Italiano), Legambiente, ACLI y ARCI; los primeros firmantes y presentadores fueron los secretarios nacionales o los presidentes de estas asociaciones.
- Color de la papeleta: verde olivo.[5]

- Pregunta: "¿Quiere que se derogue el artículo 8, párrafo 3, segunda frase, limitado a las palabras" Para obras con una duración prevista de más de cuarenta y cinco minutos, se permite una nueva interrupción por cada acto o tiempo. Se permite una nueva interrupción si la duración prevista del trabajo excede en al menos veinte minutos dos o más actos o tiempos de cuarenta y cinco minutos cada uno "de la ley del 6 de agosto de 1990, n. 223 publicado en el Boletín Oficial de agosto 9, 1990, n. 185 S.O. el título "Disciplina del sistema público y privado de radio y televisión'?"

### Venta de publicidad radiotelevisiva
Modificación del techo máximo de venta de publicidad de las televisiones privadas. Promovida por miembros de algunas asociaciones de voluntariado, de promoción ambiental y cultural como por ejemplo el Mo.V.I. (Movimiento Voluntario Italiano), Legambiente, ACLI y ARCI; los primeros firmantes y presentadores fueron los secretarios nacionales o los presidentes de estas asociaciones. Esta propuesta restringiría a las agencias de publicidad a controlar la publicidad de solo dos canales; esto impediría que Publitalia vendiera espacios publicitarios en los tres canales propiedad de Silvio Berlusconi.
- Color de la papeleta: celeste.[5]

- Pregunta: "¿Quiere que se derogue el art. 15, párrafo 7, primera oración, limitado a las palabras "tres cadenas de televisión nacionales, o" de la ley 6 de agosto de 1990, n. 223 publicada en el Boletín Oficial 9 de agosto de 1990, n 185 S.O., con el título 'Disciplina del sistema público y privado de radio y televisión'?"

## Resultados
|                                  | 1.ª pregunta | 1.ª pregunta | 2.ª pregunta | 2.ª pregunta | 3.ª pregunta | 3.ª pregunta | 4.ª pregunta | 4.ª pregunta |
| Votos                            | Porcentaje   | Votos        | Porcentaje   | Votos        | Porcentaje   | Votos        | Porcentaje   |              |
| -------------------------------- | ------------ | ------------ | ------------ | ------------ | ------------ | ------------ | ------------ | ------------ |
| Sí                               | 12.291.330   | 49,97%       | 15.097.799   | 62,14%       | 15.676.385   | 64,68%       | 15.373.288   | 63,68%       |
| No                               | 12.305.693   | 50,03%       | 9.197.089    | 37,86%       | 8.562.040    | 35,32%       | 8.768.941    | 36,32%       |
| Votos válidos                    | 24.597.023   |              | 24.294.888   |              | 24.238.425   |              | 24.142.229   |              |
| Votos nulos y blancos            | 3.133.201    |              | 3.407.451    |              | 3.557.039    |              | 3.598.554    |              |
| Total/Participación              | 27.730.224   | 57,22%       | 27.702.339   | 57,17%       | 27.795.464   | 57,36%       | 27.740.783   | 57,25%       |
| Fuente: Ministerio del Interior. |              |              |              |              |              |              |              |              |

|                                  | 5.ª pregunta | 5.ª pregunta | 6.ª pregunta | 6.ª pregunta | 7.ª pregunta | 7.ª pregunta | 8.ª pregunta | 8.ª pregunta |
| Votos                            | Porcentaje   | Votos        | Porcentaje   | Votos        | Porcentaje   | Votos        | Porcentaje   |              |
| -------------------------------- | ------------ | ------------ | ------------ | ------------ | ------------ | ------------ | ------------ | ------------ |
| Sí                               | 13.736.435   | 54,90%       | 8.741.584    | 35,63%       | 13.945.919   | 56,24%       | 12.154.969   | 49,40%       |
| No                               | 11.286.527   | 45,10%       | 15.792.453   | 64,37%       | 10.850.793   | 43,76%       | 12.452.250   | 50,60%       |
| Votos válidos                    | 25.022.962   |              | 24.534.037   |              | 24.796.712   |              | 24.607.219   |              |
| Votos nulos y blancos            | 2.784.234    |              | 3.205.425    |              | 2.956.754    |              | 3.207.183    |              |
| Total/Participación              | 27.807.196   | 57,38%       | 27.739.462   | 57,24%       | 27.753.466   | 57,27%       | 27.814.402   | 57,40%       |
| Fuente: Ministerio del Interior. |              |              |              |              |              |              |              |              |

|                                  | 9.ª pregunta | 9.ª pregunta | 10.ª pregunta | 10.ª pregunta | 11.ª pregunta | 11.ª pregunta | 12.ª pregunta | 12.ª pregunta |
| Votos                            | Porcentaje   | Votos        | Porcentaje    | Votos         | Porcentaje    | Votos         | Porcentaje    |               |
| -------------------------------- | ------------ | ------------ | ------------- | ------------- | ------------- | ------------- | ------------- | ------------- |
| Sí                               | 9.348.000    | 37,40%       | 11.620.613    | 43,07%        | 11.985.670    | 44,34%        | 11.713.935    | 43,59%        |
| No                               | 15.646.779   | 62,60%       | 15.357.997    | 56,93%        | 15.044.535    | 55,66%        | 15.161.934    | 56,41%        |
| Votos válidos                    | 24.994.779   |              | 26.978.610    |               | 27.030.205    |               | 26.875.869    |               |
| Votos nulos y blancos            | 2.793.868    |              | 1.155.336     |               | 1.133.873     |               | 1.263.443     |               |
| Total/Participación              | 27.788.647   | 57,34%       | 28.133.946    | 58,06%        | 28.164.078    | 58,12%        | 28.139.312    | 58,07%        |
| Fuente: Ministerio del Interior. |              |              |               |               |               |               |               |               |